# Brodheadsville
Brodheadsville é uma Região censo-designada localizada no estado norte-americano de Pensilvânia, no Condado de Monroe.

## Demografia
Segundo o censo norte-americano de 2000, a sua população era de 1637 habitantes.

## Geografia
De acordo com o United States Census Bureau tem uma área de 
11,2 km², dos quais 11,1 km² cobertos por terra e 0,1 km² cobertos por água. Brodheadsville localiza-se a aproximadamente 206 m acima do nível do mar.

## Localidades na vizinhança
O diagrama seguinte representa as localidades num raio de 20 km ao redor de Brodheadsville. 